# Цифровий двійник
Цифровий двійник (англ. Digital Twin) — цифрова копія фізичного об'єкта чи процесу, яка допомагає оптимізувати ефективність бізнесу. Концепція «цифрового двійника» є частиною четвертої промислової революції і покликана допомогти підприємствам швидше виявляти фізичні проблеми, точніше прогнозувати їхні результати й виготовляти якісніші продукти.

## Історія виникнення
Поява концепції цифрових двійників була пов'язано зі зростанням цифровізації виробничих процесів, в ході якої фізичні чи аналогові ресурси заміняли на інформаційні чи цифровими. Організації слідували за останніми віяннями й намагалися визначити, як цифрові рішення можуть допомогти їм отримати як оперативну, так і стратегічну вигоду.
Аж до другої половини 2010-х створення комп'ютеризованих систем, які повторюють характеристики фізичних об'єктів майже в режимі реального часу, було неможливим через технічні обмеження. І лише суттєвий прорив у розвитку цифрових технологій, що дозволив збільшити обчислювальні потужності і знизити ціну їхнього використання, дозволив провідним компаніям об'єднувати інформаційні технології з операційними процесами для створення цифрових двійників підприємств.

## Визначення
В індустріальних і наукових джерелах визначення «цифрового двійника» відрізняються. Згідно з деякими з них, цифровий двійник є інтегрованою моделлю вже побудованого продукту, яка покликана містити інформацію про всі дефекти виробу й постійно оновлюватися в процесі фізичного використання. Іншим поширеним визначенням є цифрова модель, отримана на підставі інформації з датчиків, встановлених на фізичному об'єкті, яка дозволяє симулювати поведінку справжнього об'єкта .
Жодне з цих визначень, утім, не надає достатньої уваги процесам як важливому аспектові цифрового двійника.
Фундаментально цифровий двійник може бути визначений як постійно мінливий цифровий профіль, що містить як минулі, так і найновіші дані про фізичний об'єкт або процес, що дозволяє оптимізувати ефективність бізнесу. Він заснований на величезному обсязі накопичених даних, отриманих у ході вимірювань цілого ряду показників справжнього об'єкта. Аналіз накопичених даних дозволяє отримувати точну інформацію про продуктивність системи, а також доходити висновків щодо необхідності внесення змін як у вироблений продукт, так і в сам процес виробництва.

## Застосування
Цифрові двійники можуть створювати для моделювання важливих об'єктів у складі технічних систем. Прикладом є моделювання усіх систем авіаційного двигуна для ідентифікації та прогнозування його технічного стану в процесі експлуатації.

## Постачальники цифрових двійників
Нижче наведено кілька прикладів постачальників цифрових двійників. Цей перелік не повний, але може дати уявлення про широкий спектр доступних послуг.
- General Electric. Коли справа доходить до Інтернету речей для заводів, General Electric була першопрохідцем. Predix Operations Performance Management (Predix OPM) — це хмарне аналітичне рішення, створене для локального використання. GE Predix OPM забезпечує безперервний аналіз операційних даних для діагностики та вирішення проблем.
- Azure. Azure Digital Twins надає компаніям міцну основу для побудови рішень Інтернету речей. Робочі простори створюють на основі зібраних даних і можуть бути пов'язані з іншими службами, такими як Azure Stream Analytics від Microsoft, Azure AI, Azure Maps, Azure Storage, Microsoft Mixed Reality, Office 365 і Dynamics 365.
- Siemens. Siemens Digital Enterprise Suite — це набір інструментів для управління цифровими операціями на великих підприємствах. MindSphere від Siemens — ще одна операційна система для Інтернету речей (IoT).
- IBM. Раціональна інтеграція життєвого циклу, оптимізація інженерного життєвого циклу та розробка рішень об'єднані в системі IBM Watson для Інтернету речей. IBM використовує технологію цифрових двійників для проєктування, тестування та управління цифровими продуктами та процесами.
- Cisco Systems розробляє мережеву інфраструктуру для використання на заводах або подібних промислових об'єктах.
- Oracle. Її хмарні сервіси цифрових двійників дозволяють компаніям розробляти цифрові подання своїх фізичних активів і ґаджетів. Вони працюють для оптимізації процесу розробки продуктів і збільшення обсягів виробництва.